# Basket Team Crema 2020-2021
Questa voce raccoglie le informazioni riguardanti il Basket Team Crema nelle competizioni ufficiali della stagione 2020-2021.

## Stagione
Il Basket Team Crema, sponsorizzato dalla Parking Graf, ha partecipato alla Serie A2 per la quattordicesima volta, l'ottava consecutiva.
Il 14 marzo 2021 conquista la sua quarta coppa Italia di A2 consecutiva, superando in finale la Libertas Sporting Basket School..

## Verdetti stagionali
Competizioni nazionali
- Serie A2:

stagione regolare: 2º posto su 16 squadre;
play-off: quarti di finale persi contro Pallacanestro Sanga Milano (prima gara: 66-69; ritorno: 53-58).
- Coppa Italia di Serie A2:

vince in finale contro la Libertas Sporting Basket School (73-60).

### Classifica del Girone Nord
|  | Pos. | Squadra                         | Pt | G  | V  | P  | PtF  | PtS  | Diff. |
|  | ---- | ------------------------------- | -- | -- | -- | -- | ---- | ---- | ----- |
|  | 1.   | Akronos Tech Moncalieri         | 44 | 26 | 22 | 4  | 1718 | 1471 | +247  |
|  | 2.   | Parking Graf Crema              | 42 | 26 | 21 | 5  | 1759 | 1429 | +330  |
|  | 3.   | Delser Crich Udine              | 42 | 26 | 21 | 5  | 1712 | 1485 | +227  |
|  | 4.   | Autosped Castelnuovo Scrivia    | 34 | 26 | 17 | 9  | 1632 | 1577 | +55   |
|  | 5.   | Drain by Ecodem Alpo            | 32 | 26 | 16 | 10 | 1712 | 1616 | +96   |
|  | 6.   | AS Vicenza                      | 30 | 26 | 15 | 11 | 1621 | 1530 | +91   |
|  | 7.   | Il Ponte Casa d'Aste Milano     | 28 | 26 | 14 | 12 | 1676 | 1626 | +50   |
|  | 8.   | Basket Sarcedo                  | 24 | 26 | 12 | 14 | 1528 | 1589 | -61   |
|  | 9.   | San Giorgio MantovAgricoltura   | 20 | 26 | 10 | 16 | 1563 | 1645 | -82   |
|  | 10.  | Edelweiss Albino                | 18 | 26 | 9  | 17 | 1438 | 1617 | -179  |
|  | 11.  | Alperia BC Bolzano              | 18 | 26 | 9  | 17 | 1608 | 1738 | -130  |
|  | 12.  | Schiavon Ponzano                | 16 | 26 | 8  | 18 | 1610 | 1743 | -133  |
|  | 13.  | Blackiron-rentpoint.it Carugate | 10 | 26 | 5  | 21 | 1543 | 1779 | -236  |
|  | 14.  | Lupe San Martino di Lupari      | 6  | 26 | 3  | 23 | 1466 | 1741 | -275  |

Legenda:
  Promossa dopo i play-off in Serie A1 2021-2022.
      Ammesse ai play-off promozione.
      Ammesse ai play-out.
  Ammesse ai play-off o ai play-out.
  Retrocessa dopo i play-out in Serie B 2021-2022.
      Retrocessa direttamente in Serie B 2021-2022.
Regolamento:
Due punti a vittoria, zero a sconfitta.
In caso di parità di punteggio, contano gli scontri diretti e la classifica avulsa.

### Play off, quarti di finale
Le gare si sono disputate dal 12 al 20 maggio 2021.
| Squadra 1                   | Totale | Squadra 2          | Gara 1  | Gara 2  | Gara 3 |
| --------------------------- | ------ | ------------------ | ------- | ------- | ------ |
| Girone Nord                 |        |                    |         |         |        |
| Il Ponte Casa d'Aste Milano | 2 - 0  | Parking Graf Crema | 69 - 66 | 58 - 53 | -      |

## Rosa

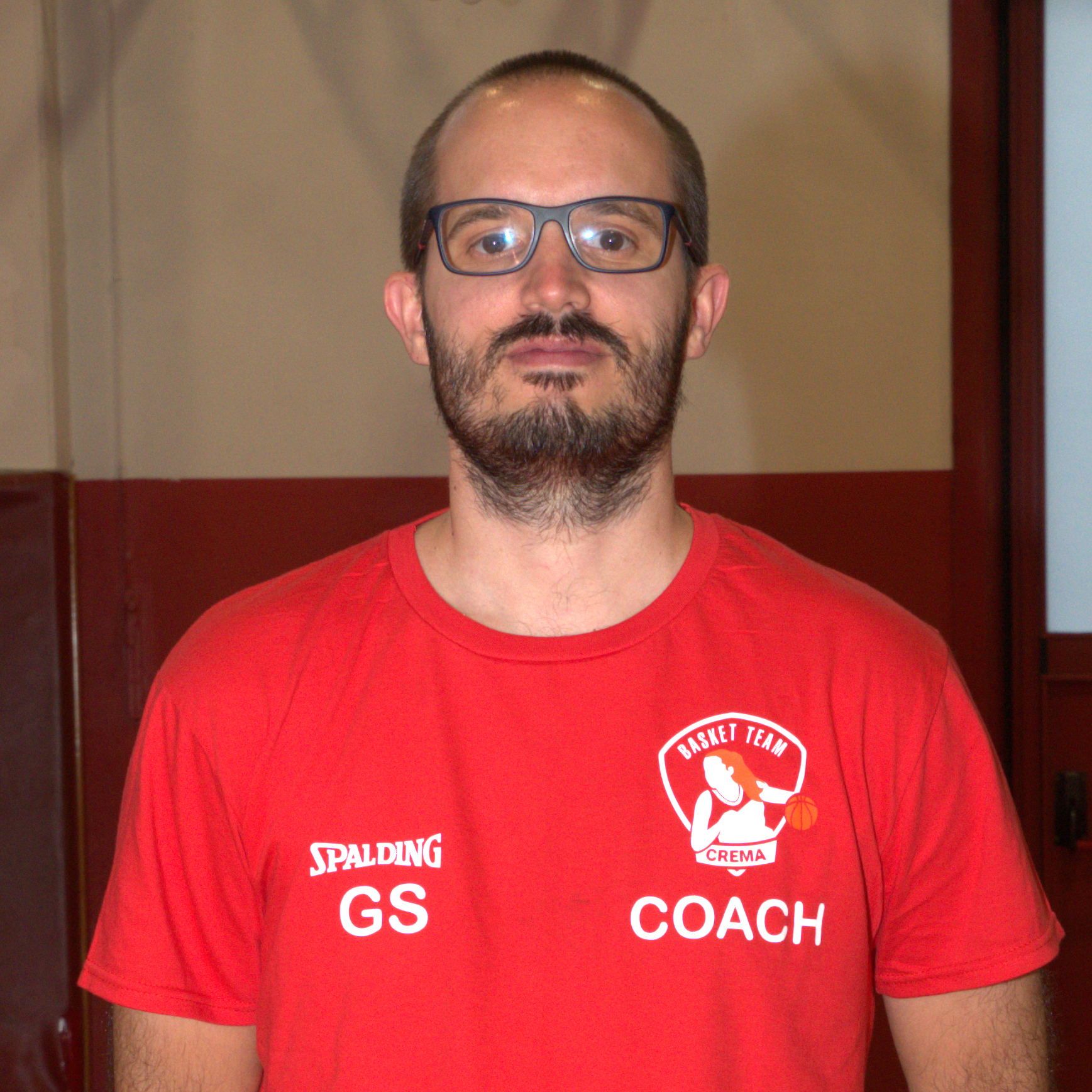
Giuliano Stibiel, primo allenatore

|    | Naz.               | Ruolo | Sportivo               | Anno | Alt. |  |  |
| -- | ------------------ | ----- | ---------------------- | ---- | ---- |  |  |
| 3  | Italia (bandiera)  | G     | Francesca Melchiori    | 1993 | 174  |  |  |
| 4  | Italia (bandiera)  | C     | Alice Nori             | 1993 | 180  |  |  |
| 5  | Italia (bandiera)  | P     | Giulia Gatti           | 1989 | 169  |  |  |
| 6  | Italia (bandiera)  | A     | Cecilia Zagni          | 1995 | 180  |  |  |
| 8  | Italia (bandiera)  | G     | Martina Capoferri      | 1991 | 174  |  |  |
| 9  | Italia (bandiera)  | A     | Francesca Redaelli     | 2004 | 178  |  |  |
| 11 | Italia (bandiera)  | G     | Paola Caccialanza      | 1989 | 174  |  |  |
| 13 | Italia (bandiera)  | C     | Gilda Cerri            | 1990 | 185  |  |  |
| 14 | Italia (bandiera)  | G     | Sara Degli Agosti      | 2000 | 171  |  |  |
| 16 | Italia (bandiera)  | A     | Federica Parmesani     | 2003 | 180  |  |  |
| 17 | Italia (bandiera)  | P     | Norma Rizzi            | 1993 | 174  |  |  |
| 19 | Italia (bandiera)  | A     | Carolina Pappalardo    | 1996 | 181  |  |  |
| 21 | Italia (bandiera)  | G     | Elisa Guerrini         | 2003 | 172  |  |  |
| 24 | Polonia (bandiera) | A     | Agata Sara Dobrowolska | 1992 | 188  |  |  |

### Staff tecnico
| Allenatore:            | Giuliano Stibiel   |
| Assistente allenatore: | Lorenzo Logallo    |
| Direttore sportivo:    | Marco Mezzadra     |
| Preparatore atletico:  | Claudio Cardellino |
| Fisioterapista:        | Carlo Martelli     |
| Medico sociale:        | Walter Della Frera |